# St. Andreas (Gübs)

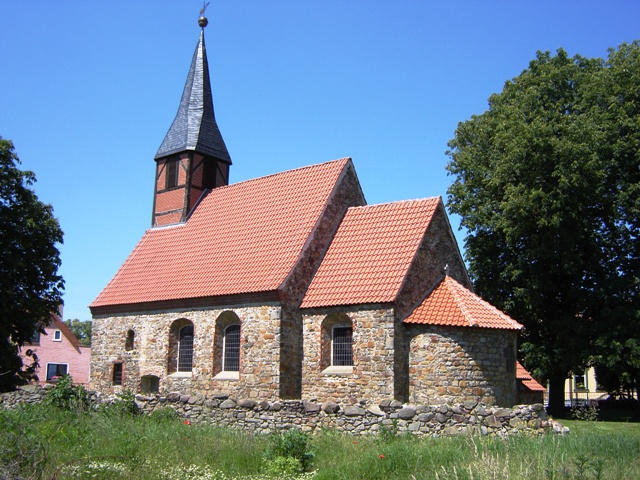
Außenansicht

Sankt Andreas, lokal auch nur Dorfkirche Gübs genannt, ist die evangelische Kirche von Gübs im Landkreis Jerichower Land in Sachsen-Anhalt. Ihren Ursprung hat die Kirche in einer Hospital-Kapelle, die 1275 erstmals urkundlich erwähnt wurde. Die Kirche wurde 1945 kurz vor Kriegsende teilweise zerstört, in den 1950er Jahren wiederaufgebaut und ab 1993 saniert.

## Beschreibung
Das heutige Gebäude, ein spätromanischer Bruchsteinbau, ist gegliedert in das rechteckige Kirchenschiff, den quadratischen Chor und die halbkreisförmige Apsis. Über der Westfront thront ein Fachwerkdachreiter mit einem spitzen achteckigen Helm.
Im Inneren besitzt die Kirche eine hufeisenförmige Empore und einen gerundeten Triumphbogen. Die Altarplatte mit einer Reliquieneinlassung stammt aus romanischer Zeit. Der Taufstein aus dem 13. Jahrhundert befand sich ursprünglich in der benachbarten Menzer Kirche.